# آيت أرزين
آيت أرزين بلدية بولاية بجاية بالجزائر

## الوديان
- وادي الساحل

## مواضيع ذات صلة
- بلديات ولاية بجاية
- دوائر ولاية بجاية